# Exyston lophotos
Exyston lophotos là một loài tò vò trong họ Ichneumonidae.